# Amazone
Amazone è un film del 2000 diretto da Philippe de Broca. È una storia di ambientazione fantascientifica.

## Trama
Un UFO è stato segnalato nell'Amazzonia: la dottoressa Margot insieme ad una squadra di agenti segreti si reca nel posto cercando un contatto alieno. Si scopre che l'essere ha assunto le sembianze di una bimba e ha stretto amicizia con Eduard, un uomo che, fuggito dalla città, vive sugli alberi. I due si parlano in francese.